# 眞仁田勉
眞仁田 勉（まにた つとむ、1930年5月1日 - 2022年2月15日）は、日本の地方公務員。東京都生活文化局長、東京都副知事、首都高速道路公団理事長、東京都競馬代表取締役社長などを歴任した。

## 人物・経歴
東京府出身。東京都立千歳高等学校を経て、1953年早稲田大学第一法学部卒業、東京都入庁。東京都生活文化局長、東京都副知事、首都高速道路公団副理事長を経て、1993年首都高速道路公団理事長。1995年東京都競馬代表取締役社長。2022年叙従四位。